# Mohamed Hedi Abdelhak
Mohamed Hedi Abdelhak (arabe : محمد الهادي عبد الحق), né le 7 mars 1966, est un footballeur tunisien ayant évolué au sein du Club africain.

## Biographie
Il participe avec l'équipe de Tunisie des moins de 20 ans à la coupe du monde des moins de 20 ans en 1985. Lors de cette compétition organisée en URSS, il joue trois matchs contre la Bulgarie, la Hongrie, et la Colombie et inscrit un but lors du dernier match contre la Colombie. La Tunisie enregistre trois défaites.
Mohamed Hedi Abdelhak reçoit une sélection en équipe de Tunisie en 1986.
Il joue en faveur du Club africain entre 1986 et 1992, remportant notamment deux titres de champion de Tunisie.

## Palmarès
- Championnat de Tunisie (2) : 
  - Champion : 1990, 1992

- Coupe de Tunisie (1) :
  - Vainqueur :  1992
  - Finaliste : 1988 et 1989

- Coupe d'Afrique des clubs champions (1) : 
  - Vainqueur : 1991

- Coupe d'Afrique des vainqueurs de coupes (0) :
  - Finaliste : 1990

- Coupe d'Afrique des nations des moins de 20 ans (0) :
  - Finaliste : 1985